# Uxío Abuín Ares
Uxío Abuín Ares (* 14. Mai 1991 in Lestrobe) ist ein ehemaliger spanischer Duathlet und Triathlet. Er ist nationaler Meister Triathlon (2014) und nationaler Meister Duathlon (2016) sowie Vize-Europameister Triathlon (2018).

## Werdegang
Uxío Abuín startete 2009 im Triathlon bei seinem ersten Europacup-Rennen.
Im April 2010 wurde er Junioren-Vize-Europameister Duathlon und im September in Edinburgh konnte er sich auch den Titel des Junioren-Weltmeister im Duathlon sichern.
2014 wurde er nationaler Meister Triathlon und 2016 nationaler Meister Duathlon.
Im Juli 2018 wurde der damals 27-Jährige in Tartu (Estland) Vize-Europameister auf der Triathlon-Sprintdistanz (750 m Schwimmen, 20 km Radfahren und 5 km Laufen). Seit 2018 tritt Uxío Abuín Ares nicht mehr international in Erscheinung.
Er lebt in Padrón.

## Sportliche Erfolge
| Datum/Jahr    | Rang | Wettbewerb                                    | Austragungsort | Zeit     | Bemerkung                     |
| ------------- | ---- | --------------------------------------------- | -------------- | -------- | ----------------------------- |
| 2. Apr. 2016  | 1    | ESP Duathlon National Championships           | Cerdanyola     | 00:59:55 |                               |
| 5. Sep. 2010  | 1    | ITU Duathlon World Championship Junior Men    | Edinburgh      | 01:03:52 | Junioren-Weltmeister Duathlon |
| 30. Apr. 2010 | 2    | ETU European Duathlon Championship Junior Men | Nancy          | 00:48:20 | Junioren-Vize-Europameister   |

| Datum/Jahr    | Rang | Wettbewerb                                                 | Austragungsort | Zeit     | Bemerkung                                |
| ------------- | ---- | ---------------------------------------------------------- | -------------- | -------- | ---------------------------------------- |
| 20. Juli 2018 | 2    | ETU Sprint Distance Triathlon European Championships       | Tartu          | 00:53:18 | Vize-Europameister auf der Sprintdistanz |
| 2. Juli 2017  | 1    | ETU Triathlon European Cup and Mediterranean Championships | Altafulla      | 00:57:43 |                                          |
| 29. Okt. 2016 | 1    | ITU Triathlon World Cup                                    | Miyazaki       | 01:52:29 | [ 2 ]                                    |
| 1. Mai 2016   | 3    | ETU Triathlon European Cup                                 | Madrid         | 01:54:54 | hinter dem Norweger Kristian Blummenfelt |
| 29. Aug. 2015 | 3    | ESP Triathlon National Championships                       | Altafulla      |          |                                          |
| 13. Sep. 2014 | 1    | ESP Triathlon National Championships                       | Aguilas        | 01:52:54 |                                          |

(DNF – Did Not Finish)